# Raghuva discalis
Raghuva discalis är en fjärilsart som beskrevs av George Francis Hampson 1903. Raghuva discalis ingår i släktet Raghuva och familjen nattflyn. Inga underarter finns listade.